# Aequidens rondoni
Aequidens rondoni é uma espécie de peixe pertencente ao gênero Aequidens. É endêmica ao Brasil, sendo restrita ao rio Juruena, no estado de Mato Grosso.